# Wilczak falklandzki
Wilczak falklandzki, wilk falklandzki (Dusicyon australis) – wymarły gatunek drapieżnego ssaka z rodziny psowatych (Canidae). Został odkryty w 1690. Na początku XIX w. był jeszcze liczny. Przypuszcza się, że ostatni osobnik został zabity w 1876.

## Zasięg występowania
Wilczak falklandzki występował wyłącznie na Falklandach.

## Taksonomia
Gatunek ten po raz pierwszy opisał w 1792 roku brytyjski teriolog Robert Kerr nadając mu nazwę Vulpes australis. Jako miejsce typowe odłowu holotypu Kerr wskazał Falklandy w Ameryce (ang. America and Falkland islands). 

### Etymologia
- Dusicyon: gr. δυσις dusis „zachód słońca” (tj. zachód); κυων kuōn, κυνος kunos „pies”[7].
- australis: łac. australis „południowy”, od auster, austri „południe”[8].
- antarcticus: łac. antarcticus „południowy, antarktyczny”, od gr. ανταρκτικος antarktikos „antarktyczny”, od αντι anti „naprzeciwko”; αρκτος arktos „północ”[9].

## Charakterystyka
Długość ciała około 90 cm, długość ogona około 30 cm. Wielkością przypominał kojota, ale był bardziej krępy, miał krótki pysk i szczęki przystosowane do chwytania dużych ofiar, takich jak foki i pingwiny. Sierść koloru brązoworudego z czarnymi znakami. Zamieszkiwał piaszczyste wybrzeża. Żywił się ptakami (pingwiny, magelanki zmienne).

## Status zagrożenia
Wytępiony jako szkodnik przez europejskich kolonistów ok. 1876, poza kilkoma osobnikami, które bezskutecznie hodowano w Ogrodzie Zoologicznym w Londynie z nadzieją na przychówek. Do dziś zachowało się około 10 okazów muzealnych.
Przez ponad 150 lat naukowcom nie udało się ustalić pochodzenia gatunku oraz sposobu jakim zasiedlił wyspy oddalone od kontynentu o prawie 500 km. Dopiero niedawno opracowano jego drzewo genealogiczne, porównując próbki DNA pięciu okazów z materiałem genetycznym innych psowatych, a wyniki analiz opublikowano na łamach Current Biology w listopadzie 2009 roku. Okazało się, iż wilk falklandzki wyodrębnił się przynajmniej 70 tys. lat temu, czyli ponad 50 tys. lat wcześniej niż na Falklandach pojawili się pierwsi ludzie. W ten sposób obalono powszechnie przyjętą tezę głoszącą, iż zwierzęta zostały udomowione na kontynencie i przywiezione na wyspy przez osadników.